# Sis dies de Zuidlaren
Els Sis dies de Zuidlaren era una cursa de ciclisme en pista, de la modalitat de sis dies, que es disputava a Zuidlaren (Països Baixos). La seva primera edició data del 2007 i es va celebrar fins al 2008, amb només dues edicions.

## Palmarès
| Any  | Primers                      | Segons                             | Tercers                             |
| ---- | ---------------------------- | ---------------------------------- | ----------------------------------- |
| 2007 | Bruno Risi · Franco Marvulli | Andreas Beikirch · Aart Vierhouten | Angelo Ciccone · Marco Villa        |
| 2008 | Danny Stam · Robert Slippens | Bruno Risi · Franco Marvulli       | Alexander Aeschbach · Leif Lampater |